# 泰国投资促进委员会办公室
投资促进委员会办公室，简称投资委，是泰国政府主管投资促进的部门，隶属于泰國總理府，1966年成立。
投资促进委员会负责根据《投资促进法》制定投资相关政策，而投资促进委员会办公室则负责具体执行委员会的相关政策，包括审批投资优惠项目、提供投资咨询和服务等。投资委的核心任务是通过提供基于税收和非税收的激励措施促进投资，以及为寻求海外投资的泰国投资者提供支持。

## 历史
泰国的投资促进政策始于1954年颁布的《工业促进法》，以鼓励私营部门进行投资。但该法律没有提供足够的支持政策，在执行该法期间，只有9家企业提交了投资促进计划，其中只有6间获得批准。为支持私营部门参与工业投资和管理，沙立·他那叻政府在1960年颁布了新的《工业投资促进法》，在税收和贷款上提供支持，并成立“工业投资委员会”，由总理担任该委员会主席，政府以委员会的形式来促进投资。但最初，该委员会没有正式人员，亦缺少营运资金，故决定在总理府下设置一个机构以具体实行相关政策。于是在晚些时候，政府修改该法的部分内容，决定在总理办公室下设置机构进行日常运营。
在《工业投资促进法》成功修改后，“工业投资委员会办公室”于1966年7月21日正式成立，乃朴·沙拉信担任首任主席，Chintamai Amatayakul为首任秘书长。1972年10月18日，委员会和办公室的名称分别更改为“投资促进委员会”和“投资促进委员会办公室”。在删除“工业”一词后，投资范围从工业扩大到农业、采矿业和服务业等领域。1977年，《投资促进法》获得通过并生效。该法取代了《工业投资促进法》，加强了投資委的权力，使得招商引资的效率显著提高。
2003年，投資委办公室改为由工业部领导的政府机构；其主管机构于2014年7月30日再改回总理府。

## 办事处
1975年，投資委首次在美国纽约和德国法兰克福设立其驻外办事处；1988年，首次在那空叻差是玛设立其区域办事处。目前，投资委在16个世界主要城市设有办事处，并在泰国设有7个区域办事处。

| - 驻外办事处 - 北京 - 法兰克福 - 广州 - 洛杉矶 - 孟买 - 大阪 - 纽约 - 巴黎 - 悉尼 - 首尔 - 上海 - 斯德哥尔摩 - 东京 - 台北 - 雅加达 - 河内 | - 区域办事处 - 清迈 - 春武里 - 孔敬 - 那空叻差是玛 - 彭世洛 - 宋卡 - 素叻他尼 |